# NStigate Games
nStigate Games (tiền thân là Nihilistic Software) là một hãng phát triển trò chơi điện tử của Mỹ có trụ sở tại Novato, California.

## Lịch sử
Nihilistic được Ray Gresko, Robert Huebner và Steve Tietze thành lập vào tháng 3 năm 1998. Gresko và Huebner đã từng làm việc tại LucasArts, và Tietze đã từng làm việc ở Rogue Entertainment. Nhiều người trong số nhân viên của Nihilistic đều kéo ra từ LucasArts, trong quá trình thực hiện các tựa game như Jedi Knight.
Trò chơi đầu tiên do Nihilistic sản xuất là Vampire: The Masquerade - Redemption, lấy bối cảnh trong một thế giới nhập vai được tạo ra bởi hãng White Wolf. Phát hành vào năm 2000, Vampire: The Masquerade - Redemption được Activision xuất bản dành cho Microsoft Windows và Apple Macintosh.
Đối với dự án tiếp theo của họ, Nihilistic bắt đầu phát triển StarCraft: Ghost, dưới sự giám sát của hãng tạo ra StarCraft Blizzard Entertainment. Vào giữa năm 2004, Nihilistic đã ngưng thực hiện  StarCraft: Ghost, dù các trường hợp sau đây chưa hẳn là rõ ràng hoàn toàn. Dự án được chuyển giao cho Swingin' Ape Studios mà về sau bị Blizzard mua lại. Cuối cùng vào tháng 3 năm 2006, Blizzard Entertainment đã thông báo rằng StarCraft: Ghost bị hoãn lại vô thời hạn.
Trong khi đó vào năm 2005, Nihilistic đã hoàn thành việc phát triển Marvel Nemesis: Rise of the Imperfects, một tựa game đối kháng dựa trên các siêu anh hùng khác nhau của Marvel Comics. Marvel Nemesis: Rise of the Imperfects được hãng Electronic Arts phát hành cho các hệ máy PlayStation 2, Xbox và Nintendo GameCube. Nihilistic đã phát hành tựa game 'next-gen' đầu tiên Conan cho cả hai hệ máy console PlayStation 3 và Xbox 360. Theo một bài preview trong số tháng 3 năm 2007 của Game Informer, Conan là một trò chơi thuộc thể loại hành động/phiêu lưu dựa trên người hùng kiếm sĩ và pháp sư Conan the Barbarian của nhà văn Robert E. Howard. Tựa game này được hãng THQ phát hành vào ngày 23 tháng 10 năm 2007.
Vào mùa thu năm 2009, Konami cho xuất bản tựa game tải về đầu tiên của Nihilistic Software, Zombie Apocalypse trên Xbox Live dành cho Xbox 360 và trên PlayStation Network cho PlayStation 3. Zombie Apocalypse là một game bán súng kiểu arcade nối mạng với zombies là đối thủ cho người chơi tiêu diệt. Họ còn phát triển tựa game PlayStation Move Heroes dành cho PlayStation 3 (cho cả PlayStation Move) được phát hành vào tháng 3 năm 2011.
Ngày 29 tháng 5 năm 2012, Nihilistic đã phát hành tựa game Resistance: Burning Skies cho hệ máy PlayStation Vita. Ngày 17 tháng 10 năm 2012, Nihilistic đứng ra tổ chức lại công việc kinh doanh của mình để tập trung vào mảng game di động, thay đổi tên gọi thành nStigate. Ngày 13 tháng 11 năm 2012, nStigate đã phát hành tựa game Call of Duty: Black Ops – Declassified cho Vita. Trò chơi này bị giới phê bình chỉ trích gay gắt vì thiết kế nghèo nàn và các vấn đề kỹ thuật làm hỏng mất.

## Game
| Tựa đề                                 | Phát hành | Hệ máy                                 | Metacritic                                     | Chú thích |
| -------------------------------------- | --------- | -------------------------------------- | ---------------------------------------------- | --------- |
| Vampire: The Masquerade - Redemption   | 2000      | Microsoft Windows, Apple Macintosh     | 74/100                                         |           |
| Marvel Nemesis: Rise of the Imperfects | 2005      | PlayStation 2, Xbox, Nintendo GameCube | 53/100 (PS2), 58/100 (Xbox), 54/100 (GameCube) |           |
| Conan                                  | 2007      | PlayStation 3, Xbox 360                | 69/100                                         |           |
| Zombie Apocalypse                      | 2009      | PlayStation Network, Xbox Live         | 61/100 (PSN), 66/100 (XBLA)                    |           |
| PlayStation Move Heroes                | 2011      | PlayStation Move (PlayStation 3)       | 53/100                                         |           |
| Resistance: Burning Skies              | 2012      | PlayStation Vita                       | 60/100                                         |           |
| Call of Duty: Black Ops – Declassified | 2012      | PlayStation Vita                       | 33/100                                         |           |